# Мейнандер, Карл Конрад
Карл Конрад («Конни») Мейнандер (швед. Karl Konrad «Konni» Meinander; 4 апреля 1872, Гельсингфорс, Великое княжество Финляндское — 27 марта 1933, Хельсинки, Финляндия) — финский искусствовед и деятель культуры.

## Биография
Родился в семье Конрада и Салли Мейнандер. Выходец из древнего шляхетского рода, основателем которого был первый документально засвидетельствованный Мейнандер — выборгский уездный писарь Сакариас Улоффсон (ум. после 1708 года). Его сын — коронный фогт Улоф (1687—1725). Коронным фогтом был также Юган Вильгельм (1715—1784), его старший сын Карл Фредрик (1759—1803) работал преподавателем, а младший Адольф (1762—1804; вместе с рыцарским титулом он принял фамилию Эдельсверд) стал губернатором Оулу. Его сын Адольф Вильгельм Эдельсверд (1824—1919) был известным архитектором, спроектировавшим, в частности, железнодорожные вокзалы в Стокгольме, Гётеборге и Мальмё. Карл Конрад Мейнандер был женат на Марте Хедвиг Беате; их сын Карл Фредерик Мейнандер — известный финский археолог, а внук Хенрик Мейнандер — известный финский историк.

## Научная деятельность
Карл Конрад Мейнандер окончил Гельсингфорский университет. Повышал свою квалификацию в различных странах Европы, в частности, в Италии. В 1894 году он стал кандидатом философии, в 1909 — лиценциатом, а в 1914 году — доктором. Его докторская диссертация «Средневековые алтари и деревянная резьба в церквях Финляндии» (1908) отчётливо показала, что уже в средневековой Финляндии было хорошо развито романское и готическое сакральное искусство. В работах, вышедших впоследствии, — например, в монографиях о церкви в Уусикиркко, Уусикаупунки и Васи, — говорится также о сакральном искусстве позднего времени, в частности, надгробиях и разнообразных украшениях. Монументальная работа всей жизни, которую он писал более тридцати лет, — «Портрет в Финляндии перед 1840-ми годами». Для неё автор по всей стране собрал очень богатый материал, который охватывает большой промежуток времени — двести лет. Эта книга до сих пор не потеряла актуальности и служит источником для многих исследователей.
В 1912 году Мейнандер стал одним из основателей Городского музея Хельсинки и более двадцати лет сотрудничал с этим учреждением. В 1912—1933 годах он возглавлял отдел истории культуры в Национальном музее Финляндии, который сам же и создал. Одной из ведущих тем его научной деятельности была культура дворянского сословия в стране.
С 1900 года Карл Конрад Мейнандер редактировал журнал «Finskt museum» («Финский музей»). Он внёс немалый вклад и в генеалогию, действенно помогая генеалогическому обществу в Финляндии.